# Farīābād
Farīābād (persiska: فری آباد) är en ort i Iran.   Den ligger i provinsen Khorasan, i den nordöstra delen av landet, 800 km öster om huvudstaden Teheran. Farīābād ligger 1 552 meter över havet och antalet invånare är 604.
Terrängen runt Farīābād är platt åt nordost, men åt sydväst är den kuperad.Runt Farīābād är det ganska glesbefolkat, med 30 invånare per kvadratkilometer. Närmaste större samhälle är Jīzābād, 19,1 km sydost om Farīābād. Omgivningarna runt Farīābād är i huvudsak ett öppet busklandskap.